# Mitch Harris
Cet article concerne le joueur de baseball. Pour le guitariste de Napalm Death, voir Mitch Harris (guitariste).
Pour les articles homonymes, voir Harris.
Mitchell Andrew Harris (né le 7 novembre 1985 à Ocala, Floride, États-Unis) est un lanceur de relève droitier qui a joué pour les Cardinals de Saint-Louis de la Ligue majeure de baseball en 2015.

## Carrière
Étudiant et joueur de baseball à l'Académie navale d'Annapolis, Mitch Harris est repêché à deux reprises : par les Braves d'Atlanta au 24e tour de sélection en 2007, puis par les Cardinals de Saint-Louis au 13e tour de sélection en 2008. Malgré le désir de poursuivre une carrière sportive, il doit respecter son engagement dans la marine américaine et doit servir son pays durant 5 ans. Il est déployé dans le golfe Persique sur le USS Ponce et en Russie sur le USS Carr. Il participe aussi à des opérations anti-drogue en Amérique du Sud.
Harris est libéré de ses obligations militaires le 1er février 2013 et il est accueilli par les Cardinals de Saint-Louis, avec l'aide de qui il tente de reprendre, après une pause de 5 ans, sa carrière sportive. Il amorce au printemps 2013 sa carrière professionnelle en ligues mineures avec un club-école des Cardinals et gravit rapidement les échelons : il gradue au niveau Triple-A dès l'année suivante et y est assigné au printemps 2015.
Lanceur de relève droitier, il fait ses débuts dans le baseball majeur à l'âge de 29 ans le 25 avril 2015 pour Saint-Louis, dans un match face aux Brewers de Milwaukee. Il est le deuxième midshipman de l'Académie navale à jouer dans les majeures après Nemo Gaines, un lanceur gaucher des Senators de Washington en 1921.
Harris est récipiendaire du prix Tony Conigliaro en 2015.